# Ben 10 – Wettlauf gegen die Zeit
Ben 10 – Wettlauf gegen die Zeit ist ein US-amerikanischer Realfilm zur gleichnamigen Cartoonserie Ben 10, der im Jahr 2007 herausgegeben wurde. Regie führte Alex Winter, die Musik wurde von Andy Sturmer komponiert.

## Handlung
In Bellwood teleportiert eine mysteriöse Gestalt in die Stadt und beginnt sofort, Dinge zu zerstören. Ben Tennyson, in Form von Heatblast, steht ihm gegenüber. Nach einem kurzen Kampf scheint Ben den Bösewicht zu vernichten. Max Tennyson identifiziert ihn als Eon, einen Außerirdischen, den die Klempner vor fast zwei Jahrhunderten gefangen genommen haben. Bei seiner Ankunft war er halbtot und brachte ein Gerät namens Harmagedon mit, das, falls es aktiviert würde, einen Zeitspalt zur Heimatdimension des Außerirdischen öffnen und seine Rasse auf der Erde entfesseln würde. Sie reisen zu einer Hochsicherheitsanlage, in der Eon gefangen gehalten werden soll, finden sie aber leer und sein Wächter nahe dem Tode.
Auf dem Rückweg nach Bellwood bringt Max Ben und Gwen zum Ort der Hands of Armageddon, der von den wenigen verbliebenen Klempnern bewacht wird, darunter Frau Dalton, Herr Hawkins, der Postbote (Jeff Jensen), Feuerwehrchef Whittington (Michael Runyard) und Schulleiter White (Robert Picardo). Eon ist ihnen gefolgt und bricht in die Einrichtung ein, kann das Gerät aber nicht aktivieren. Als Ben versucht, die Omnitrix zu benutzen, funktioniert sie nicht mehr, glüht violett und weigert sich, sich zu aktivieren. Eon versucht, Ben zu entführen, wobei er behauptet, es handele sich um eine Rettung, aber Ben entkommt. Eon gelingt es, Ben in die Enge zu treiben, indem er erklärt, dass seine Rasse gelernt hat, die Zeit selbst zu kontrollieren, aber sich selbst gefangen nimmt, indem sie ihre Macht missbraucht. Er behauptet, dass sein Schicksal mit dem von Ben verflochten sei. Eon wird von einem alten Mann (Sab Shimono) abgeschreckt, der zufällig ein anderer Klempner ist, bevor er etwas ausarbeiten kann. Großvater Max beschließt, dass es das Beste für Ben wäre, Bellwood zu verlassen, damit Eon ihn nicht findet, aber Ben weigert sich tapfer und die beiden kommen zu einer Abmachung, bei der Ben täglich von einem verkleideten Klempner überwacht wird.
In der Klempnerei, die die Hands of Armageddon lagert, erklärt Eon einige Hintergründe der Omnitrix: Ben kann jeweils nur zehn Minuten lang in seiner fremden Gestalt bleiben, eine Ausfallsicherung, um zu verhindern, dass sie seine Persönlichkeit überwältigen. Eon weiß, wie er das Ausfallsicherungssystem deaktivieren kann, und kann sich so durch die Omnitrix wiederbeleben. Er tut dies, und Ben wird in eine jüngere Version von Eon verwandelt. Die ältere zieht sich zurück, da es nun zwei von ihm gibt. Wiedergeboren, aktiviert Eon die Hände von Harmagedon. Gwen und Max schaffen es, sich zu befreien und arbeiten daran, ihn aufzuhalten. Während Max versucht, den Zeitriss aufzuheben, möglicherweise auf Kosten seines eigenen Lebens, appelliert Gwen an Ben in Eon. Ben überwindet Eon erfolgreich, und mit der Hilfe der anderen Klempner gelingt es ihm, Max zu retten und den Zeitverwerfung aufzuheben, wodurch Eons Rasse in ihre eigene Dimension zurückkehrt.
Gerade als es so aussieht, als hätten sie gewonnen, bleibt die Zeit für alle außer Ben stehen. Der ältere Eon taucht wieder auf, verärgert über Bens Sieg. Ben verwandelt sich in Wildmutt und bekämpft ihn, bis er schließlich in die Hands of Armageddon gerät und sowohl die Hands of Armageddon als auch Eon zerstört. Nach einem improvisierten Zaubertrick für die Talentshow der Schule, bei dem Wildmutts rechtzeitige De-Transformation und ein gut platzierter Bühnenvorhang zum Einsatz kamen, akzeptiert Ben schließlich für eine Weile nur Ben zu sein. Max weist jedoch darauf hin, dass Außerirdische hartnäckig sind, und als der Film endet, fliegt ein außerirdisches Schiff, das dem von Vilgax ähnelt, auf die Erde zu.

## Produktion
Ben 10 – Wettlauf gegen die Zeit enthält CGI-Effekte und Charaktere aus der TV-Serie: Stahlschädel, Graue Eminenz, Inferno und Biest. Winter erklärte bei der Vorabpräsentation 2007, er wolle, dass Ben 10 – Wettlauf gegen die Zeit „wie X-Men aussieht“, ein episches Abenteuer, das „eher filmisch als nach Cartoon aussieht“ und alle Altersgruppen anspricht. Winter versprach auch, dass der Film „kein Jar Jar“ enthalten wird. In einem Video hinter den Kulissen, das im Videodienst von Cartoon Network gezeigt wird, beschreibt Winter den Film als „alles, was Sie jemals in Ben 10 gesehen haben, wird lebendig“. Er wurde mit Panavision Remote Systems gefilmt.

## Rezeption
Der Film erhielt gemischte bis negative Bewertungen. Während er für seine Treue zu seinem Ausgangsmaterial gelobt wurde, wurde er für seine Spezialeffekte, den Ton und die Darbietungen seiner Besetzung kritisiert.
Der Filmdienst sieht einen „unterbudgetierte[n] Realfilmableger einer Zeichentrickserie, der seine Superheldengeschichte kindgerecht nach gängigem Schema erzählt.“